# Paracycloneura apicalis
Paracycloneura apicalis är en tvåvingeart som beskrevs av Tonnoir och Edwards 1927. Paracycloneura apicalis ingår i släktet Paracycloneura och familjen svampmyggor. Inga underarter finns listade i Catalogue of Life.